# Sol melgorien
Le sol melgorien (en occitan: melgoirés) était la monnaie des comtes de Melguel ou Melgueil (aujourd'hui Mauguio dans l'Hérault). Sa monnaie était un denier d'argent qui eut longtemps cours dans toutes les régions de l'Occitanie.

## Valeur et composition
Il était utilisé concurremment avec d'autres monnaies locales ou étrangères à la province, qui appartenaient toutes au système monétaire du denier. En effet, ce système qui était hérité de l'Empire romain, était utilisé dans l'ensemble de l’Europe occidentale. 
Lorsque la frappe de l'or fut abandonnée sous les Carolingiens, il ne resta que des deniers d'argent. Le denier melgorien était complété par quelques pièces divisionnaires (la maille ou obole, valant ½ denier, et le « pogès », valant ¼ de denier). 
Le sol, qui correspondait à 12 deniers et la livre à 20 sous et 240 deniers n’étaient matérialisées par aucune pièce réelle, et servaient uniquement de monnaie de compte. Le sol melgorien valait la moitié du sol toulousain.

## Histoire
Au départ copie de la monnaie de Narbonne, les motifs se distinguent peu à peu. En effet, la croix originelle évolue en une croix caractéristique de la région, vu qu'elle se retrouve sur les sceaux des évêques de Maguelone. Sur les pièces, on trouve aussi la légende RAMVNDVS et NARBONA, qui a subi une dégénérescence telle qu'elle est impossible à lire. 
Ensuite, les évêques de Maguelone, qui  succédèrent aux comtes, font une nouvelle émission de pièces, ressemblant aux pièces arabes, dans le but de rendre plus simple le commerce avec l'Égypte. Mais cette émission s'arrêta rapidement, les évêques étant accusés par le pape Clément VI d'utiliser le nom de Mahomet, tandis que l'on garde encore des traces de la première émission jusqu'au XIVe siècle.

## Aire monétaire de la monnaie de Melgueil
Elle s'étendait sur plusieurs provinces recouvrant l'Occitanie, et comprenant les principales villes suivantes:
- En Provence
  - Arles
  - Beaucaire
  - Tarascon
  - Avignon
  - Orange
- En Languedoc
  - Nîmes
  - Sommières (où il y avait aussi un monnayage local)
  - Anduze (où il y avait aussi un monnayage local)
  - Montpellier
  - Agde
  - Albi
  - Castres
  - Montauban
  - Toulouse (en concurrence du denier toulousain)
  - Carcassonne
  - Castelnaudary
- En Narbonnaise (où il remplace l'ancien monnayage, en concurrence avec les monnaies de Barcelone)
  - Narbonne (où il y avait aussi un monnayage local)
  - Béziers (où se trouvait un monnayage local)
  - Limoux
  - Perpignan
  - Elne
- Dans le Gévaudan
  - Mende
- En Rouergue
  - Anduze
  - Millau
  - Rodez
  - Villefranche-de-Rouergue
  - Carlat (en concurrence avec le sol du Puy)
- En Quercy
  - Cahors où se trouvaient des banquiers juifs.

Dans les régions limitrophes comme le Limousin et le Carladès, le sou melgorien est en concurrence avec d'autres monnaies qui vont le supplanter.
Ainsi, d'après les monnaies mentionnées dans le Cartulaire de Brioude, dont on doit la publication à Marcellin Boudet, pendant la période 1146-1210 il y a un net changement par rapport à la période entre 1000 et 1045. 
Ainsi, en Velay, dans le Carladès et dans la région de Brioude, durant la période 1146-1210, ne se rencontrent que des mentions du sol du Puy. Or dans ces mêmes régions, à la période précédente, on pouvait trouver aussi des mentions des monnaies de Melgueil et de Valence, ainsi que de l'or.
La monnaie de Melgueil ne recule pas seulement là où elle était en contact avec la monnaie du Puy, mais dans le centre du Massif central, son aire de diffusion se recentrant sur des régions plus au sud, à savoir le Rouergue et le Gévaudan.